# パラペット

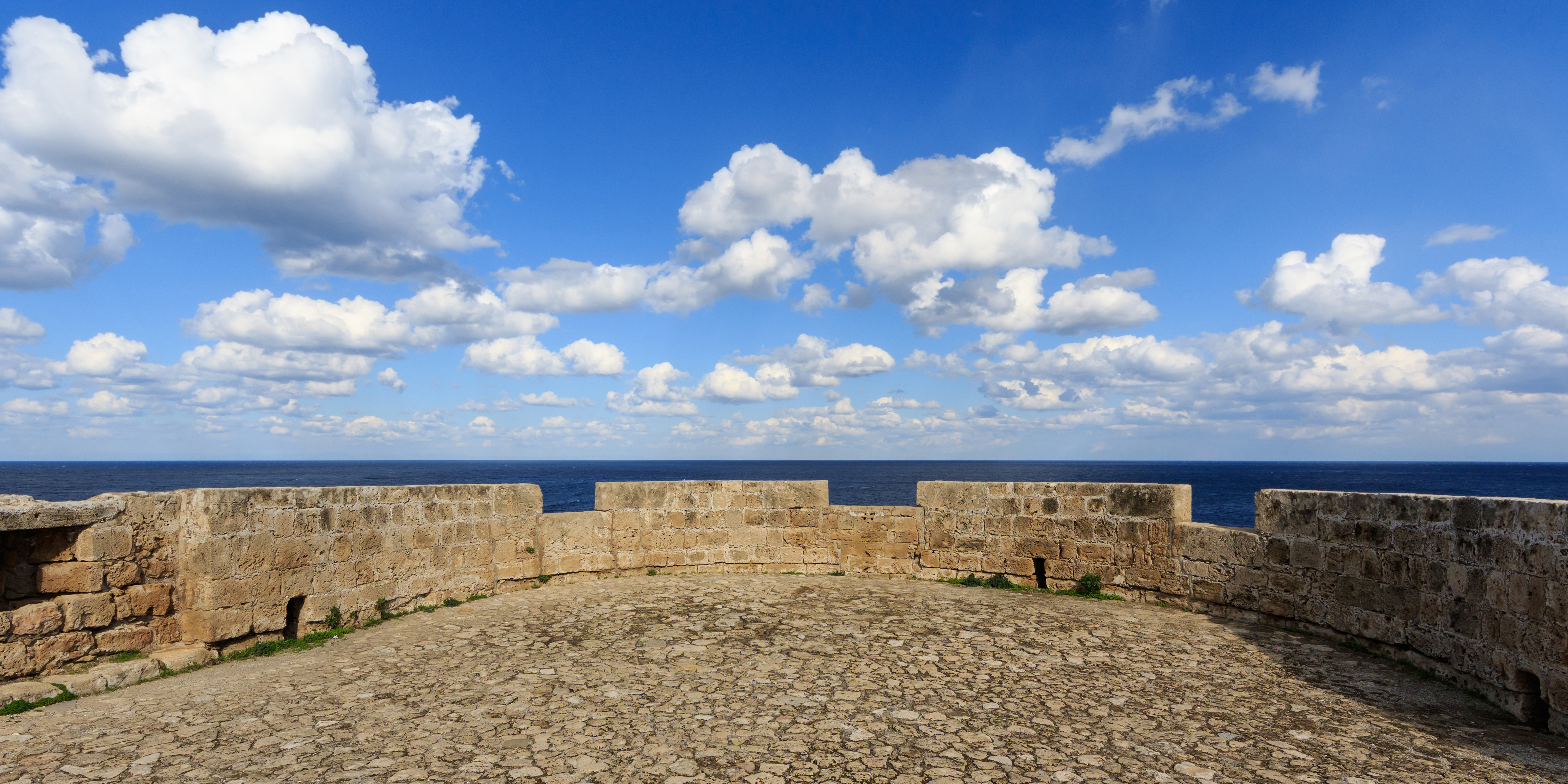
キプロス・キレニア城の屋上。屋上の床より高い壁の部分がパラペット。

パラペット（Parapet）とは、屋上や、ベランダ・橋梁・埠頭などの端部に設けられた低い壁。「扶壁」「手すり壁」とも呼ばれ、パラペットの別名としても使われる「胸壁」はパラペットの一種である。パラペットがあることによって接合部の強度向上と防水効果向上、更に落下リスクの軽減を図れるため、主に屋根部分につけられる。

## 概要
木造建築では基本的に見られず、鉄筋コンクリート造の建物で使われることが多い。陸屋根の周囲に設けられる立ち上がった部分のことを指す。雨水が外壁に流れ落ちるのを防ぐ役割がある。パラペットの配筋・型枠組みが終わると、屋根スラブとまとめてコンクリートを打設する。

### 事故
パラペットには落下リスクの軽減の効果もあるが、高さの低さゆえに完璧に落下を防ぐことはできない。屋上からの典型的な落下事故の一つに、防水シートの設置作業にパラペットを乗り越え後ろ向きで落下することがある。

## 構造

### 防水
パラペットは防水のための構造から水切りあごタイプと笠木タイプに分かれる。水切りあごタイプは立ち上がり面に直角のコンクリートの出っ張りを設け、出っ張りの下端で防水層を終わらせる。笠木タイプはパラペットの天端にセメント類や金属製の笠木を後から取り付ける。いずれの場合も、防水層は屋根スラブ上面とパラペットの立ち上がり面に連続して切れ目なく設ける。
従来のパラペットは防水層がパラペット上端の途中部までしか行われず、その上に金属製の笠木が乗っているものが一般的であった。しかし、笠木があっても雨水が浸入が防げず、コンクリートが大きくひび割れする原因となっていた。ひび割れを防ぐため、修繕時に防水層をパラペット上層の途中まで止めるのではなく、上端を含め4 cm程度外壁にも被せるようにするのが望ましい。この時、外壁に立ち下げる防水層のルーフィングは裏面も接着できるゴムアスファルトルーフィングを用い、トーチ工法で接着させる。また、長期間の安定性を考え、角部をアルミアングルで押さえる。

### 寸法
人が屋上に出入りすることが可能な場合は、落下防止のためパラペット自体を1.1ｍ以上とするか、パラペットの上に柵を設けて1.1ｍ以上の高さとする必要がある他、人の出入りが無い場合であっても、150mm以上の立ち上がりを設けて防水工事が可能なようにする必要がある。